# Agustín Ruberto
Agustín Fabián Ruberto (Villa Luzuriaga, Buenos Aires, Argentina, 14 de enero de 2006) es un futbolista argentino que juega de delantero en el C. A. River Plate de la Primera División de Argentina.

## Trayectoria

### Inicios
Nacido en la ciudad de Buenos Aires, Ruberto se interesó por el fútbol desde los cuatro años, cuando se unió al equipo juvenil local Barrio Nuevo en el Partido de San Fernando de la Provincia de Buenos Aires. Después de casi dos temporadas, impresionó a un ojeador de otro equipo juvenil llamado Parque Chas en un torneo juvenil. El portero de Parque Chas (Valentino Seijas) era amigo íntimo de Ruberto, y después de que el ojeador le ayudara a conseguir una prueba en el C. A. River Plate, fue invitado a unirse a él.

### River Plate
Después de tres días de prueba, le ofrecieron una plaza en la academia de River Plate. Inicialmente fue defensa central, para después ser reconvertido a delantero centro por los entrenadores de las categorías inferiores de River, que se fijaron en su capacidad física y técnica. Este cambio fue beneficioso tanto para River Plate como para Ruberto, ya que se consolidó como un prolífico goleador en las inferiores del club. Tras la interrupción de su actividad futbolística a causa de la pandemia de COVID-19 en Argentina, Ruberto volvió a la acción marcando diecisiete goles en catorce partidos en la temporada 2021. En abril de 2022 su buen estado de forma se vio recompensado con la firma de un contrato profesional hasta diciembre de 2024.
Al año siguiente, tras ascender al equipo reserva del club, despertó el interés del Brighton & Hove Albion F. C. de la Premier League.
Tras su gran actuación en el Mundial sub-17 de 2023 Agustín fue convocado por primera vez para entrenarse con el plantel de primera división.
Ruberto finalmente haría su debut oficial en el primer equipo el 28 de enero de 2024 durante la primera fecha de la Copa de la Liga en un partido de local contra Argentinos Juniors, ocasión en la cual también debutaría el juvenil Franco Mastantuono. El atacante de 18 años recién cumplidos entró durante el transcurso de la segunda parte, pero no tuvo oportunidad de hacer ningún tipo de demostración en el poco tiempo que estuvo sobre el campo de juego.
El 31 de enero, Ruberto anotaría su primer gol en River Plate durante la segunda fecha de la copa de la liga frente a Barracas Central en el estadio de Lanús, en lo que sería victoria 2-0 para el conjunto millonario.

## Selección nacional
Jugó el Campeonato Sudamericano sub-17 de 2023 en donde marcó tres goles. El 27 de octubre de 2023 fue seleccionado en la lista definitiva de Diego Placente para el Mundial sub-17 de Indonesia.En el partido por las semifinales de dicha competición marcó un triplete ante Alemania. Resultó ganador del premio Bota de Oro al finalizar como goleador del torneo con ocho goles.

## Estadísticas

### Clubes
Actualizado al último partido disputado el 13 de junio de 2024.
| Club | Div.          | Temporada     | Liga  | Liga  | Liga   | Copas Nacionales (1) | Copas Nacionales (1) | Copas Nacionales (1) | Copas Internacionales (2) | Copas Internacionales (2) | Copas Internacionales (2) | Total | Total | Total  |
| Club | Div.          | Temporada     | Part. | Goles | Asist. | Part.                | Goles                | Asist.               | Part.                     | Goles                     | Asist.                    | Part. | Goles | Asist. |
| --- | ------------- | ------------- | ----- | ----- | ------ | -------------------- | -------------------- | -------------------- | ------------------------- | ------------------------- | ------------------------- | ----- | ----- | ------ |
| C. A. River Plate Argentina | 1.ª           | 2024          | 7     | 0     | 0      | 8                    | 2                    | 0                    | 2                         | 0                         | 0                         | 17    | 2     | 0      |
| C. A. River Plate Argentina | Total club    | Total club    | 7     | 0     | 0      | 8                    | 2                    | 0                    | 2                         | 0                         | 0                         | 17    | 2     | 0      |
| Total carrera | Total carrera | Total carrera | 7     | 0     | 0      | 8                    | 2                    | 0                    | 2                         | 0                         | 0                         | 17    | 2     | 0      |
| (1) Las copas nacionales se refiere a la Copa Argentina, a la Copa de la Liga Profesional y el Trofeo de Campeones. (2) Las copas internacionales se refiere a la Copa Libertadores y la Copa Sudamericana. |               |               |       |       |        |                      |                      |                      |                           |                           |                           |       |       |        |

## Palmarés

### Distinciones individuales
| Distinción                            | Año  |
| ------------------------------------- | ---- |
| Bota de Oro de la Copa Mundial Sub-17 | 2023 |